# Лаптево (Болгатовская волость)
Ла́птево — деревня в Опочецком районе Псковской области России. 
Административный центр Болгатовской волости.

## География
Расположена в 8 км к северо-востоку от города Опочка и в 10 км к юго-западу от деревни Болгатово.

## Население
| 2001 | 2002 | 2010 | 2013 | 2014 | 2015 | 2016 |
| ---- | ---- | ---- | ---- | ---- | ---- | ---- |
| 118  | ↘105 | ↘68  | ↗91  | ↗99  | ↘95  | ↘87  |

Численность населения по состоянию на начало 2001 года составляла 118 человек.

## История
Решением Псковского облисполкома от 26 марта 1968 года № 129 образован Норкинский сельсовет из части территорий Глубоковского и Любимовского сельсоветов.
С 1995 до 2005 года деревня входила в состав Любимовской волости в качестве её административного центра.